# Peter Ferdinand Deurer

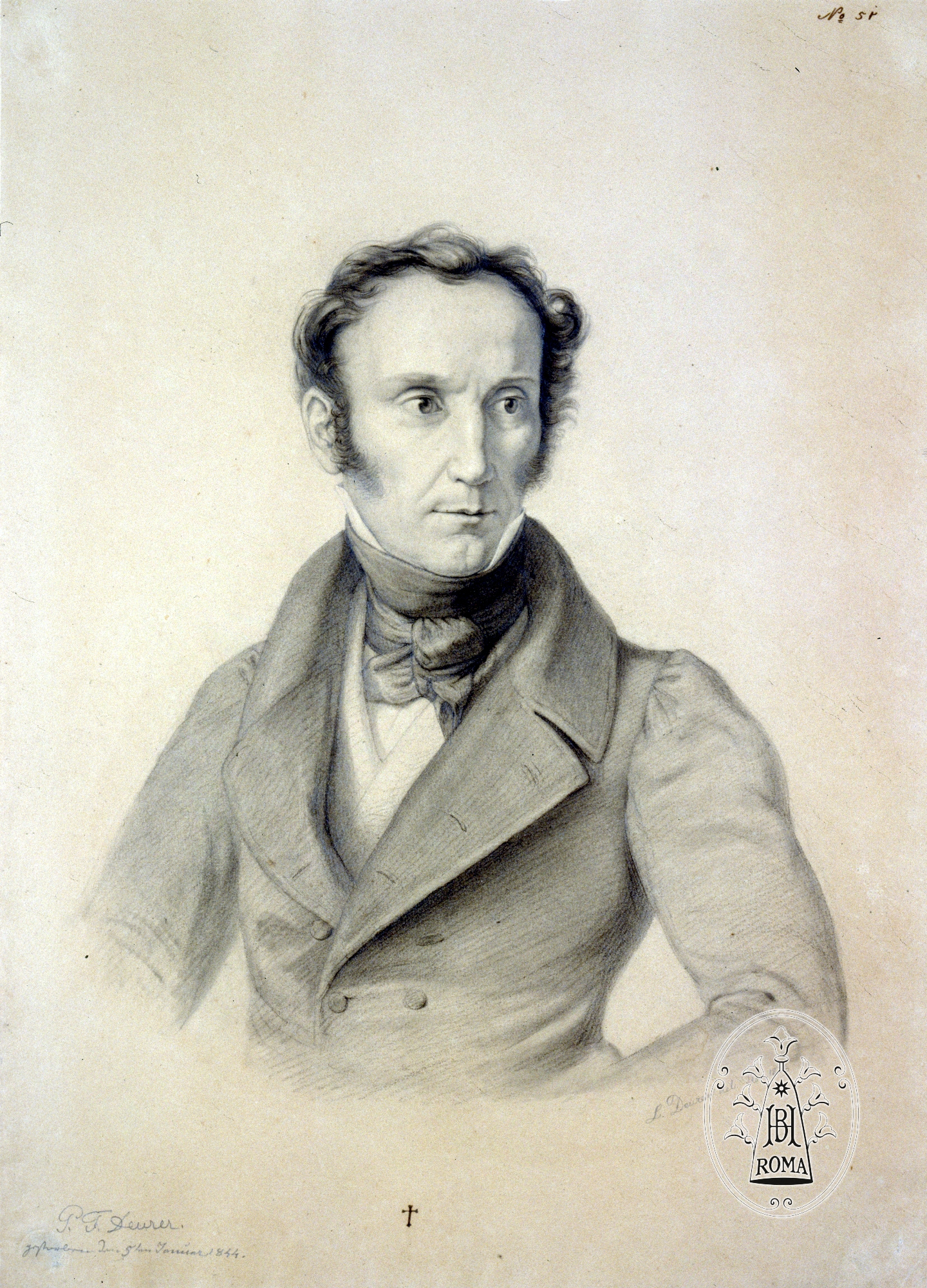
Peter Ferdinand Deurer, Porträt gezeichnet von seinem Sohn Ludwig Deurer, Rom 1835

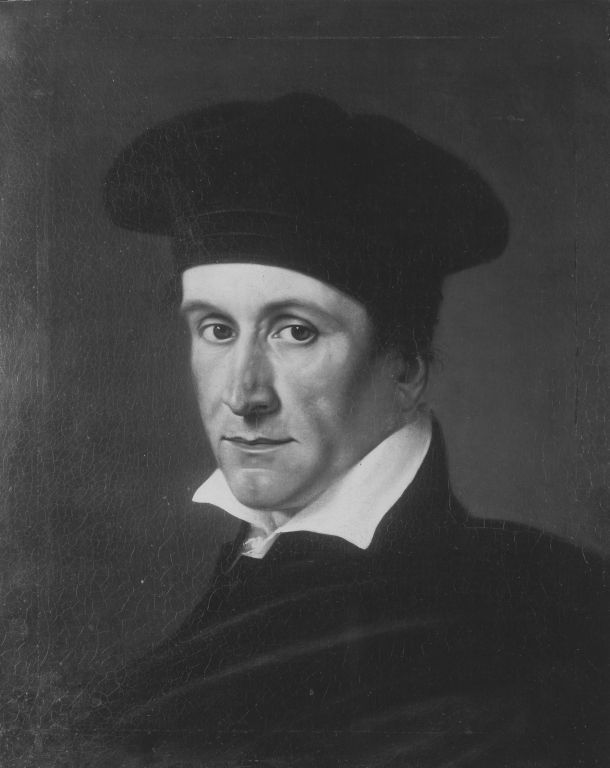
Peter Ferdinand Deurer, Selbstbildnis, 1817

Peter Ferdinand Deurer (* 5. Januar 1777 in Mannheim; † 9. Januar 1844 in Kissingen) war ein deutscher Historien- und Porträtmaler

## Leben
Peter Ferdinand Deurer wurde am 5. Januar 1777 als Sohn des Ernst Ferdinand Deurer und dessen Ehefrau Margarethe Susanne Wilhelmine Rousselet in Mannheim geboren.
Gemäß seiner Neigung zur Malerei erhielt er seine Ausbildung bei den kurfürstlichen Hofmaler und Galeriedirektor Johann Christian von Mannlich. Ihn unterstützte er unter hohem Aufwand, die 1793 nach Mannheim verbrachte Zweybrücken’sche Gemäldesammlung heimlich nach München zu entführen. Die Überführung erfolgte, während die Franzosen 1799 Stadt und Schloss von Mannheim besetzt hielten. Die Gemäldesammlung bildete den Grundstock der Alten Pinakothek in München.
In Anerkennung dieses Verdienstes wurde Deurer, nachdem er auf den Akademien zu Düsseldorf und Kassel seine Studien vollendet hatte, zum Inspektor der königlichen Gemäldesammlung 1811 nach Augsburg berufen.
Als Porträtmaler erwarb er sich Anerkennung und erhielt Aufträge aus den angesehensten Kreisen. Besonderen Beifall fand das lebensgroße Porträt König Maximilians I. von Bayern im Krönungsornat, das er für den Börsensaal in Augsburg malte.
1826 verließ Deurer Augsburg und siedelte nach Rom über. Zeichnungen von seiner Hand, sowohl Figürliches als auch Landschaftliches sind von einer seltenen Formvollendung und staunenswerther Durchführung.
Die städtische Gemäldesammlung in Mannheim besitzt von ihm das Brustbild eines Italieners von großer Formenschönheit, herrlicher Farbe und absolut beherrschter Vortragstechnik. Letztere hatte er sich durch eingehendes Studium der Malgründe und Farben Raffael’s erworben gelegentlich der Herstellung zahlreicher Kopien des großen Meisters.
Die ausgezeichnete Kopie einer Grablegung Christi von Raffael nach dem Original in der Galerie Borghese zu Rom von seiner Hand ist in der großherzoglichen Kunsthalle in Karlsruhe. Seine Kenntnis der alten Meister geht aus der Auswahl vorzüglicher Gemälde hervor, die er während seiner letzten Lebensjahre in Rom erwarb und die sich heute in verschiedenen größeren Galerien und im Besitz seiner Nachkommen befinden.
Deurer starb während eines Kuraufenthaltes in Kissingen am 9. Januar 1844 im Alter von 67 Jahren.

## Grabstätte
Die Grabstätte von Peter Deurer befand sich auf dem Alten Südlichen Friedhof in München (Gräberfeld Mauer links im Spitz – Reihe 1 – Platz 30/31) Standort. Das Grab ist nicht mehr vorhanden.

## Familie
Deurer war erster Ehe mit Susanne Fröhlich († 5. April 1836) aus Mannheim verheiratet. Deren gemeinsamer Sohn Ludwig Deurer war Historienmaler und Poststallmeister in Mannheim.
In zweiter Ehe war Deurer mit Wilhelmine v. Globig-Jagdsheim aus Dresden vermählt (* 1806 in Mannheim; † in Mannheim am 30. Dezember 1848).

## Galerie
Auswahl von Bildern von Peter Ferdinand Deurer:

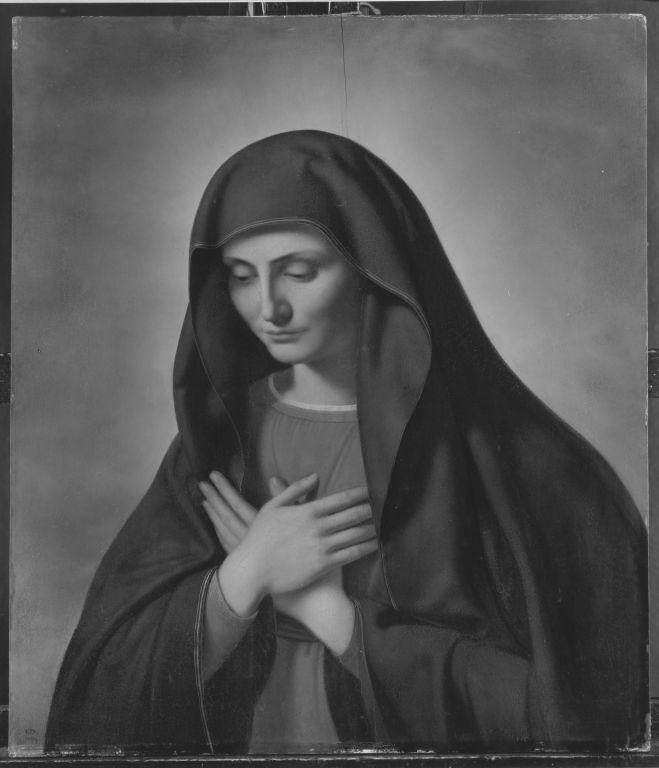
Madonna in Andacht
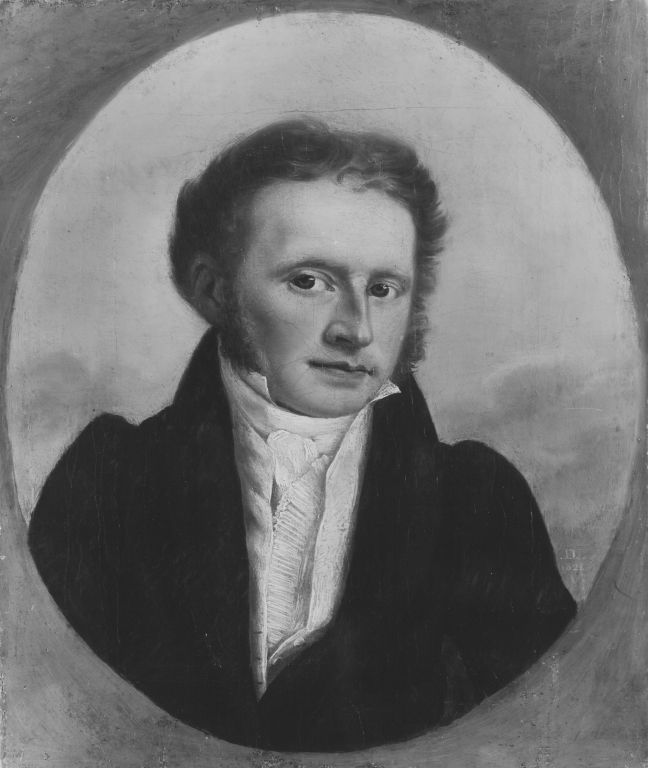
Bildnis eines jungen Mannes
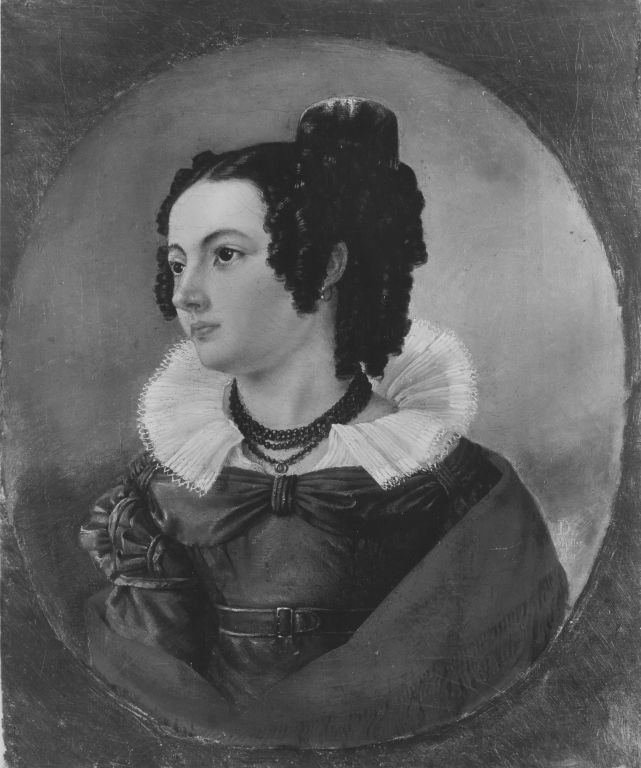
Bildnis einer jungen Frau